# 栃木県道159号小林逆面線
栃木県道159号小林逆面線（とちぎけんどう159ごう こばやしさかづらせん）は、栃木県日光市と宇都宮市を結ぶ一般県道である。

## 路線概要
- 指定：1961年（昭和36年）4月1日
- 距離：11.318km
- 起点：栃木県日光市小林（栃木県道62号今市氏家線交点）
- 終点：栃木県宇都宮市逆面（栃木県道63号藤原宇都宮線交点）

## 通過自治体
- 栃木県
  - 日光市 - 宇都宮市

## 交差する主な道路
- 国道293号（宇都宮市中里）